# Ellie Greenwich
Eleanor Louise „Ellie“ Greenwich (* 23. Oktober 1940 in Brooklyn, New York; † 26. August 2009 in New York, New York) war eine US-amerikanische Sängerin, Songwriterin und Musikproduzentin, die insbesondere in der Zusammenarbeit mit ihrem späteren Ehegatten Jeff Barry erfolgreich war. Zu ihren Kompositionen gehörten unter anderem Be my Baby, River Deep – Mountain High sowie Do Wah Diddy Diddy.

## Leben
Greenwich zog mit ihren Eltern im Alter von zehn Jahren von Brooklyn nach Levittown und erlernte das Akkordeon und das Piano. Sie besuchte zunächst das Queens College und später die Hofstra University. Sie veröffentlichte im Alter von 17 Jahren bei RCA Records ihre erste, selbstkomponierte Single. 1959 traf sie ihren späteren Mann, Jeff Barry. Dieser war zu diesem Zeitpunkt bereits verheiratet, ließ die Ehe jedoch später annullieren.

The Crystals – Da doo ron ron

1962 wurde sie als Songwriterin von den Erfolgsautoren Jerry Leiber und Mike Stoller engagiert. Im selben Jahr heiratete sie Jeff Barry. Gemeinsam mit Phil Spector schrieben sie Be My Baby und Baby, I Love You für The Ronettes sowie Then He Kissed Me und Da Doo Ron Ron für The Crystals. Beide nahmen unter dem Namen The Raindrops ein Album und einige Singles auf, darunter auch ihre Komposition Hanky Panky, die 1966 ein Hit für Tommy James & the Shondells werden sollte.
Do Wah Diddy Diddy wurde ein Nummer-eins-Hit in den Billboard Hot 100 für Manfred Mann. 1964 wechselte das Ehepaar zu Red Bird Records. Die erste Single des Labels, Chapel of Love des Gesangstrios Dixie Cups, erreichte erneut Platz eins der Charts. In diesem Jahr konnten sich 17 von ihnen komponierte Titel in den Billboard Charts platzieren. Im Oktober 1965 ließen sich Barry und Greenwich scheiden, trotzdem produzierten sie fortan den von Greenwich entdeckten Sänger und Songwriter Neil Diamond. River Deep, Mountain High, ein Hit für Ike und Tina Turner, war die letzte Zusammenarbeit mit Phil Spector. 1967 gründete Greenwich ein Plattenlabel, auf dem unter anderem Dusty Springfield veröffentlichte. Daneben arbeitete sie auch als Backgroundsängerin unter anderem für Bobby Darin und Frank Sinatra.
Unter dem Titel Leader of the Pack wurde 1985 am Broadway ein Musical über ihr Leben produziert, welches zu 120 Aufführungen kam und für einen Tony Award sowie für den Grammy nominiert war.
1991 wurden Greenwich und ihr Ex-Mann in die Songwriters Hall of Fame aufgenommen. Insgesamt erhielt sie 25 goldene sowie Platin-Schallplatten. Sie starb an einem Herzinfarkt, nachdem sie zuvor wegen einer Lungenentzündung ins Krankenhaus eingeliefert worden war.
Der Rolling Stone listete Greenwich und Barry 2015 auf Rang 19 der 100 größten Songwriter aller Zeiten.